# Frank Anthony Wilczek
Frank Anthony Wilczek (n. 15 mai 1951, Mineola⁠(d), New York, SUA) este un fizician american, laureat al Premiului Nobel pentru Fizică în 2004 împreună cu David Gross și David Politzer pentru descoperirea libertății asimptotice în teoria interacțiunii tari.